# Razors Edge World Tour
Razors Edge World Tour – dwunasta trasa koncertowa grupy muzycznej AC/DC, w jej trakcie odbyło się 160 koncertów.

## Program koncertów

### Typowa setlista
1. „Thunderstruck”
2. „Shoot To Thrill”
3. „Back in Black”
4. „Fire Your Guns”
5. „Sin City”
6. „Heatseeker”
7. „Who Made Who”
8. „Jailbreak”
9. „The Jack”
10. „The Razors Edge” lub „Are You Ready”
11. „That’s the Way I Wanna Rock’N’Roll”
12. „Moneytalks”
13. „Hells Bells”
14. „High Voltage”
15. „You Shook Me All Night Long”
16. „Dirty Deeds Done Dirt Cheap”
17. „Whole Lotta Rosie”
18. „Let There Be Rock"

Bisy:
1. „Highway to Hell”
2. „T.N.T.”
3. „For Those About to Rock (We Salute You)”

W Glasgow w secie bisowym przed „Highway To Hell” zespół zagrał „Bonny”.

### Część trasy Monsters of Rock, Australia i Nowa Zelandia
1. „Thunderstruck”
2. „Shoot to Thrill”
3. „Back in Black”
4. „Hell Ain’t a Bad Place to Be”
5. „Heatseeker”
6. „Fire Your Guns”
7. „Jailbreak”
8. „The Jack”
9. „Dirty Deeds Done Dirt Cheap”
10. „Moneytalks”
11. „Hells Bells”
12. „High Voltage”
13. „Whole Lotta Rosie”
14. „You Shook Me All Night Long”
15. „T.N.T.”
16. „Let There Be Rock"

Bisy:
1. „Highway to Hell”
2. „For Those About to Rock (We Salute You)”

## Lista koncertów
1. 2 listopada 1990 – Worcester, Massachusetts, USA – Worcester Centrum
2. 3 listopada 1990 – Worcester, Massachusetts, USA – Worcester Centrum
3. 4 listopada 1990 – Hartford, Connecticut, USA – Hartford Civic Center
4. 6 listopada 1990 – Filadelfia, Pensylwania, USA – The Spectrum
5. 7 listopada 1990 – Pittsburgh, Pensylwania, USA – Pittsburgh Civic Arena
6. 9 listopada 1990 – Toronto, Kanada – Rogers Centre
7. 10 listopada 1990 – Binghamton, Nowy Jork – Broome County Veterans Memorial Arena
8. 11 listopada 1990 – East Rutherford, New Jersey, USA – Meadowlands Arena
9. 13 listopada 1990 – Portland, Maine, USA – Cumberland County Civic Center
10. 15 listopada 1990 – Providence, Rhode Island, USA – Providence Civic Center
11. 17 listopada 1990 – Richmond, Wirginia, USA – Richmond Coliseum
12. 18 listopada 1990 – Landover, Maryland, USA – Capital Centre
13. 20 listopada 1990 – Lexington, Kentucky, USA – Rupp Arena
14. 21 listopada 1990 – Fort Wayne, Indiana, USA – War Memorial Coliseum
15. 23 listopada 1990 – Richfield, Ohio, USA – Richfield Coliseum
16. 24 listopada 1990 – Auburn Hills, Michigan, USA – The Palace of Auburn Hills
17. 25 listopada 1990 – Indianapolis, Indiana, USA – Market Square Arena
18. 26 listopada 1990 – Evansville, Indiana, USA – Roberts Municipal Stadium
19. 28 listopada 1990 – Rockford, Illinois, USA – Rockford Metro Center
20. 29 listopada 1990 – Cedar Rapids, Iowa, USA – Five Seasons Center
21. 30 listopada 1990 – Bloomington, Minnesota, USA – Met Center
22. 1 grudnia 1990 – Madison, Wisconsin, USA – Dane County Expo Coliseum
23. 3 grudnia 1990 – Omaha, Nebraska, USA – Omaha Civic Auditorium
24. 4 grudnia 1990 – Ames, Iowa, USA – Hilton Coliseum
25. 6 grudnia 1990 – St. Louis, Missouri, USA – St. Louis Arena
26. 7 grudnia 1990 – Kansas City, Missouri, USA – Kemper Arena
27. 8 grudnia 1990 – Tulsa, Oklahoma, USA – Mabee Center
28. 9 grudnia 1990 – Manhattan, Kansas, USA – Bramlage Coliseum
29. 12 grudnia 1990 – Sacramento, Kalifornia, USA – Sleep Train Arena
30. 13 grudnia 1990 – Daly City, Kalifornia, USA – Cow Palace
31. 14 grudnia 1990 – Daly City, Kalifornia, USA – Cow Palace
32. 15 grudnia 1990 – Long Beach, Kalifornia, USA – Long Beach Arena
33. 16 grudnia 1990 – Long Beach, Kalifornia, USA – Long Beach Arena
34. 11 stycznia 1991 – Vancouver, Kanada – Pacific Coliseum
35. 12 stycznia 1991 – Vancouver, Kanada – Pacific Coliseum
36. 15 stycznia 1991 – Portland, Oregon, USA – Portland Memorial Coliseum
37. 16 stycznia 1991 – Tacoma, Waszyngton, USA – Tacoma Dome
38. 18 stycznia 1991 – Salt Lake City, Utah, USA – Salt Palace (na koncercie zginęły 3 osoby)
39. 20 stycznia 1991 – Phoenix, Arizona, USA – Arizona Veterans Memorial Coliseum
40. 23 stycznia 1991 – Denver, Kolorado, USA – McNichols Sports Arena
41. 25 stycznia 1991 – Rosemont, Illinois, USA – Rosemont Horizon
42. 26 stycznia 1991 – Cincinnati, Ohio, USA – Cincinnati Gardens
43. 27 stycznia 1991 – Nashville, Tennessee, USA – Nashville Municipal Auditorium
44. 29 stycznia 1991 – Memphis, Tennessee, USA – Mid-South Coliseum
45. 31 stycznia 1991 – Knoxville, Tennessee, USA – Thompson-Bolling Arena
46. 1 lutego 1991 – Johnson City, Tennessee, USA – Freedom Hall Civic Center
47. 2 lutego 1991 – Birmingham, Alabama, USA – BJCC Arena
48. 3 lutego 1991 – Nowy Orlean, Luizjana, USA – Lakefront Arena
49. 5 lutego 1991 – Little Rock, Arkansas, USA – Barton Coliseum
50. 7 lutego 1991 – Oklahoma City, Oklahoma, USA – Myriad Convention Center
51. 10 lutego 1991 – Dallas, Teksas, USA – Reunion Arena
52. 11 lutego 1991 – Shreveport, Luizjana, USA – Hirsch Memorial Coliseum
53. 12 lutego 1991 – Houston, Teksas, USA – Lakewood Church Central Campus
54. 15 lutego 1991 – Atlanta, Georgia, USA – Omni Coliseum
55. 16 lutego 1991 – Charlotte, Karolina Północna, USA – Charlotte Coliseum
56. 17 lutego 1991 – Greensboro, Karolina Północna, USA – Greensboro Coliseum
57. 19 lutego 1991 – Jacksonville, Floryda, USA – Jacksonville Coliseum
58. 20 lutego 1991 – Orlando, Floryda, USA – Amway Arena
59. 21 lutego 1991 – Miami, Floryda, USA – Miami Arena
60. 22 lutego 1991 – St. Petersburg, Floryda, USA – Tropicana Field
61. 20 marca 1991 – Helsinki, Finlandia – Helsinki Ice Hall
62. 22 marca 1991 – Sztokholm, Szwecja – Isstadion
63. 23 marca 1991 – Göteborg, Szwecja – Scandinavium
64. 24 marca 1991 – Oslo, Norwegia – Oslo Spektrum
65. 26 marca 1991 – Stuttgart, Niemcy – Schleyerhalle
66. 27 marca 1991 – Mannheim, Niemcy – Maimarkthalle
67. 28 marca 1991 – Paryż, Francja – Palais Omnisports de Paris-Bercy
68. 30 marca 1991 – Frankfurt, Niemcy – Festhalle Frankfurt
69. 31 marca 1991 – Norymberga, Niemcy – Frankenhalle
70. 1 kwietnia 1991 – Hanower, Niemcy – Eilenriedehalle
71. 3 kwietnia 1991 – Zurych, Szwajcaria – Hallenstadion
72. 5 kwietnia 1991 – Kolonia, Niemcy – Sporthalle
73. 6 kwietnia 1991 – Lejda, Holandia – Groenordhall
74. 7 kwietnia 1991 – Dortmund, Niemcy – Westfalenhallen
75. 9 kwietnia 1991 – Monachium, Niemcy – Olympiahalle
76. 10 kwietnia 1991 – Monachium, Niemcy – Olympiahalle
77. 12 kwietnia 1991 – Oldenburg, Niemcy – Weser-Ems-Halle
78. 13 kwietnia 1991 – Kilonia, Niemcy – Ostseehalle
79. 15 kwietnia 1991 – Londyn, Anglia – Wembley Arena
80. 16 kwietnia 1991 – Londyn, Anglia – Wembley Arena
81. 17 kwietnia 1991 – Londyn, Anglia – Wembley Arena
82. 20 kwietnia 1991 – Glasgow, Szkocja – Scottish Exhbition and Conference Centre
83. 22 kwietnia 1991 – Birmingham, Anglia – Genting Arena
84. 23 kwietnia 1991 – Birmingham, Anglia – Genting Arena
85. 24 kwietnia 1991 – Birmingham, Anglia – Genting Arena
86. 26 kwietnia 1991 – Dublin, Irlandia – Point Theatre
87. 27 kwietnia 1991 – Belfast, Irlandia Północna – Belfast King’s Hall
88. 24 maja 1991 – Buffalo, Nowy Jork, USA – Buffalo Memorial Auditorium
89. 25 maja 1991 – Burgettstown, Pensylwania, USA – Starlake Amphitheater
90. 27 maja 1991 – Charleston, Wirginia Zachodnia, USA – Charleston Civic Center
91. 28 maja 1991 – Fairborn, Ohio, USA – Ervin J. Nutter Center
92. 1 czerwca 1991 – Louisville, Kentucky, USA – Freedom Hall
93. 2 czerwca 1991 – Dallas, Teksas, USA – Starplex Amphitheatre
94. 3 czerwca 1991 – Austin, Teksas, USA – Frank Erwin Center
95. 4 czerwca 1991 – San Antonio, Teksas, USA – San Antonio Convention Center
96. 5 czerwca 1991 – Albuquerque, Nowy Meksyk, USA – Tingley Coliseum
97. 6 czerwca 1991 – Phoenix, Arizona, USA – Desert Sky Pavilion
98. 7 czerwca 1991 – San Diego, Kalifornia, USA – San Diego Sports Arena
99. 8 czerwca 1991 – Irvine, Kalifornia, USA – Irvine Meadows Amphitheater
100. 10 czerwca 1991 – Los Angeles, Kalifornia, USA – Los Angeles Sports Arena
101. 13 czerwca 1991 – Oakland, Kalifornia, USA – Oakland Arena
102. 14 czerwca 1991 – Mountain View, Kalifornia, USA – Shoreline Amphitheatre
103. 15 czerwca 1991 – Sacramento, Kalifornia, USA – ARCO Arena
104. 17 czerwca 1991 – Seattle, Waszyngton, USA – Seattle Center Coliseum
105. 18 czerwca 1991 – Seattle, Waszyngton, USA – Seattle Center Coliseum
106. 21 czerwca 1991 – Edmonton, Kanada – Northlands Coliseum
107. 22 czerwca 1991 – Edmonton, Kanada – Northlands Coliseum
108. 23 czerwca 1991 – Calgary, Kanada – Olympic Saddledome
109. 27 czerwca 1991 – Bloomington, Minnesota, USA – Met Center
110. 29 czerwca 1991 – Tinley Park, Illinois, USA – New World Music Theatre
111. 1 lipca 1991 – Noblesville, Indiana, USA – Deer Creek Music Theatre
112. 2 lipca 1991 – Auburn Hills, Michigan, USA – The Palace of Auburn Hills
113. 3 lipca 1991 – Richfield, Ohio, USA – Richfield Coliseum
114. 5 lipca 1991 – Albany, Nowy Jork, USA – Knickerbocker Arena
115. 6 lipca 1991 – Montreal, Kanada – Montreal Forum
116. 7 lipca 1991 – Montreal, Kanada – Montreal Forum
117. 8 lipca 1991 – Hampton, Wirginia, USA – Hampton Coliseum
118. 9 lipca 1991 – Landover, Maryland, USA – US Air Arena
119. 10 lipca 1991 – Filadelfia, Pensylwania, USA – The Spectrum
120. 12 lipca 1991 – Nowy Jork, USA – Madison Square Garden
121. 13 lipca 1991 – Nowy Jork, USA – Madison Square Garden
122. 14 lipca 1991 – Old Orchard Beach, Maine, USA – Seashore Performings Arts Center
123. 10 sierpnia 1991 – Kopenhaga, Dania – Gentofte Stadion
124. 13 sierpnia 1991 – Chorzów, Polska – Stadion Śląski (jako support Metallica)
125. 17 sierpnia 1991 – Castle Donington, Anglia – Donington Park (sfilmowany i wydany na VHS, DVD i Blu-rayu)
126. 22 sierpnia 1991 – Budapeszt, Węgry – Népstadion
127. 24 sierpnia 1991 – Monachium, Niemcy – Galopprennbahn Riem
128. 25 sierpnia 1991 – Basel, Szwajcaria – St. Jakob Stadium
129. 27 sierpnia 1991 – Berlin, Niemcy – Waldbühne
130. 28 sierpnia 1991 – Berlin, Niemcy – Waldbühne
131. 30 sierpnia 1991 – Hasselt, Belgia – Kiewit Airfield
132. 31 sierpnia 1991 – Hanower, Niemcy – Niedersachsenstadion
133. 1 września 1991 – Nijmegen, Holandia – Stadion de Goffert
134. 7 września 1991 – Moguncja, Niemcy – Lotnisko Finten
135. 8 września 1991 – Oldenburg, Niemcy – Weser-Ems-Halle
136. 11 września 1991 – Graz, Austria – Liebenau Stadion
137. 14 września 1991 – Modena, Włochy – Festa de l'Unita
138. 17 września 1991 – Dortmund, Niemcy – Westfalenhalle
139. 18 września 1991 – Dortmund, Niemcy – Westfalenhalle
140. 21 września 1991 – Paryż, Francja – Hippodrome de Vincences
141. 24 września 1991 – Barcelona, Hiszpania – Barcelona Olympic Stadium
142. 28 września 1991 – Moskwa, Rosja – Lotnisko Tuszyno
143. 14 października 1991 – Sydney, Australia – Sydney Entertainment Centre
144. 15 października 1991 – Sydney, Australia – Sydney Entertainment Centre
145. 16 października 1991 – Sydney, Australia – Sydney Entertainment Centre
146. 18 października 1991 – Melbourne, Australia – Rod Laver Arena
147. 19 października 1991 – Melbourne, Australia – Rod Laver Arena
148. 20 października 1991 – Melbourne, Australia – Rod Laver Arena
149. 23 października 1991 – Perth, Australia – Perth Entertainment Centre
150. 24 października 1991 – Perth, Australia – Perth Entertainment Centre
151. 28 października 1991 – Adelaide, Australia – Adelaide Entertainment Centre
152. 29 października 1991 – Adelaide, Australia – Adelaide Entertainment Centre
153. 1 listopada 1991 – Melbourne, Australia – Rod Laver Arena
154. 5 listopada 1991 – Brisbane, Australia – Brisbane Entertainment Centre
155. 6 listopada 1991 – Brisbane, Australia – Brisbane Entertainment Centre
156. 8 listopada 1991 – Sydney, Australia – Sydney Entertainment Centre
157. 9 listopada 1991 – Sydney, Australia – Sydney Entertainment Centre
158. 10 listopada 1991 – Sydney, Australia – Sydney Entertainment Centre
159. 14 listopada 1991 – Wellington, Nowa Zelandia – Athletic Park
160. 16 listopada 1991 – Auckland, Nowa Zelandia – Mount Smart Stadium